# Anemia mohriana
Anemia mohriana là một loài dương xỉ trong họ Anemiaceae. Loài này được Christenh. mô tả khoa học đầu tiên năm 2011.